# Iwan Bodnar
Iwan Bodnar, ukr. Іван Боднар (ur. 7 grudnia 1821 w Torhowie, zm. ?) – ukraiński działacz społeczny, poseł do Sejmu Krajowego Galicji i do austriackiej Rady Państwa
Pochodził z rodziny greckokatolickiej, był synem chłopa z Torhowa Michajło. Właściciel gospodarstwa rolnego w Torhowie w pow. złoczowskim. Przez 15 lata pełnił funkcję wójta swej rodzinnej miejscowości. Od 1849 był także poborcą podatkowym Torhowa i Machnowiec. Ożenił się w 1841 z Anną z Gutykowych, mieli córkę.
Poseł do Sejmu Krajowego Galicji II i III kadencji (1867–1876),Wybrany w IV kurii obwodu Złoczów, z okręgu wyborczego nr 44 Załoźce-Zborów. Był członkiem Klubu Ruskiego.
Poseł do austriackiej Rady Państwa w Wiedniu II kadencji (20 maja 1867 – 31 marca 1870), III kadencji (15 września 1870 – 10 sierpnia 1871) i IV kadencji (27 grudnia 1871 – 7 września 1873), wybrany przez Sejm w kurii XVIII – jako ndelegat z grona posłów wiejskich okręgów: Złoczów, Łopatyn, Busk, Załośce. Był w II kadencji członkiem Koła Polskiego.